# Drive My Car
Drive My Car (japonsko ドライブ・マイ・カー, Hepburn Doraibu Mai Kā) je japonski dramski film iz leta 2021, ki ga je režiral Rjusuke Hamaguči in zanj napisal tudi scenarij skupaj s Takamaso Oejem. Posnet je po istoimenski kratki zgodbi Harukija Murakamija iz leta 2014. V glavni vlogi nastopa Hidetoši Nišidžima kot gledališki igralec in režiser, ki režira večjezično produkcijo drame Striček Vanja in obenem žaluje po smrti žene. V glavnih vlogah nastopajo še Reika Kirišima, Toko Miura, Park Ju-rim, Džin Dae-jeon, Sonia Juan, Ahn Hwitae, Perry Dizon, Satoko Abe in Masaki Okada.
Film je bil premierno prikazan 11. julija 2021 na Filmskem festivalu v Cannesu, kjer se je potegoval za zlato palmo, osvojil pa tri nagrade, tudi za najboljši scenarij. Naletel je na dobre ocene kritikov, ki so pohvalili Hamagučijevo režijo in scenarij. Nominiran je bil za štiri oskarje na 94. podelitvi oskarjev, kjer je bil nagrajen za najboljši mednarodni celovečerni film, prejel je tudi zlati globus za najboljši tujejezični film in številne druge nagrade. Kot prvi japonski film je bil nominiran za oskarja za najboljši film. V različnih izborih kritikov je bil izbran za film leta ter enega izmed najboljših filmov desetletja in celo 21. stoletja.

## Vloge
- Hidetoši Nišidžima kot Jusuke Kafuku
- Toko Miura kot Misaki Vatari
- Reika Kirišima kot Oto Kafuku
- Park Ju-rim kot Lee Joo-na
- Džin Dae-jeon kot Gong Joon-soo
- Sonia Juan kot Janice Chang
- Ahn Hwitae kot Rju Džeong-eui
- Perry Dizon kot Roy Lucelo
- Satoko Abe kot Juhara
- Masaki Okada kot Kodži Takacuki